# Universal Media Disc

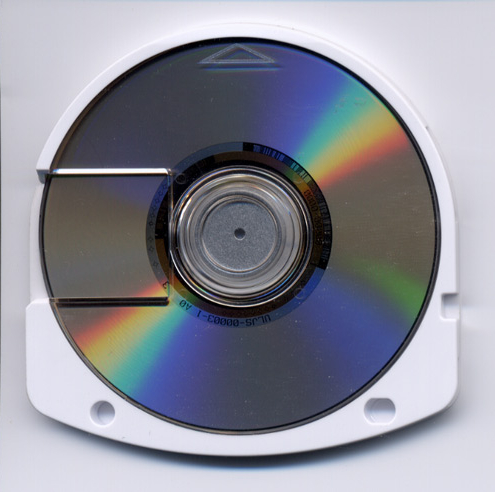
Pohled na UMD

Universal Media Disk (zkráceně UMD) je optický disk vyvinutý firmou Sony pro kapesní konzoli třetí generace PlayStation Portable. Na toto médium se zapisují videohry, videa a hudba, někdy také firmware. Dosud neexistuje zapisovací mechanika pro UMD. Ochrana disku byla prolomena (díky Custom Firmware je možné připojit mechaniku konzole pomocí USB kabelu k počítači a bitovou kopii disku zkopírovat ve formátu ISO) a je tak možné hru zkopírovat na kartu v PSP jako ISO, díky Custom Firmware je pak možné hry spouštět z karty jako na UMD.

## Technická specifikace
ECMA-365: Data Interchange on 60 mm Read-Only ODC – Capacity: 1.8 GB (UMD™)[1]
- Rozměry přibližně: 65 mm × 64 mm × 4.2 mm
- Datová kapacita: 1.80 GB (dual layer) nebo 900 MB (single layer)
- Vlnová délka laseru: 660 nm (červený laser) (v manualu PSP 655-665 nm)
- Kódování: 128bitové AES